# Исайкин, Игорь Александрович
Игорь Александрович Исайкин (23 мая 1979 года, Людиново, Калужская область, РСФСР, СССР) — российский самбист, боец смешанных единоборств, многократный чемпион России, Европы и 5-кратный чемпион мира по боевому самбо, Мастер спорта России международного класса.

## Спортивные результаты

### Самбо
- Чемпионат России по самбо 2001 года — ;
- Чемпионат России по самбо 2002 года — ;
- Чемпионат России по боевому самбо 2008 — ;

### Смешанные единоборства
| Бой | Результат | Соперник          | Способ                     | Турнир (место проведения)                      | Дата проведения | Раунд | Время | Примечания |
| --- | --------- | ----------------- | -------------------------- | ---------------------------------------------- | --------------- | ----- | ----- | ---------- |
| 3   | Поражение | Магомед Саадулаев | Сабмишном (удушение сзади) | KSF — Kstovo Sambo Federation                  | 6 ноября 2008   | 1     | 0:00  |            |
| 2   | Поражение | Тэкуми Яно        | Решением (единогласным)    | Zst — Grand Prix Opening Round                 | 23 ноября 2003  | 3     | 3:00  |            |
| 1   | Победа    | Валерий Дзуба     |                            | RSFCF — Russia Special Forces Complex Fighting | 1 мая 2003      | 0     | 0:00  |            |